# Орлова, Светлана Фёдоровна
Светлана Фёдоровна Орлова (род. 8 апреля 1956, Калининград, РСФСР, СССР) — советская и российская киноактриса.

## Биография
Родилась 8 апреля 1956 года в Калининграде в неблагополучной семье. Мама работала на заводе, отец отсидел за кражу. Между родителями были постоянно ссоры. Жила вместе с матерью на окраине Алма-Аты. Занималась в театральном кружке в местном доме культуры, где её заметила комиссия, состоящая из педагогов хореографического училища при Большом театре из Москвы и предложили ей учиться в столице. Это было редким везением для Светланы, единственной русской девочки в составе танцевального кружка.
В 1966 году поступила в Московское академическое хореографическое училище при Большом Театре, которое окончила в 1974 году. 
С 1975 по 1976 годы — артистка балетного ансамбля «Эстрадные узоры» при Росконцерте.
В период с 1976 по 1979 годы — работала на контрактной основе. 
В 1979—2005 годы — штатная актриса Киностудии имени М. Горького.

### Семья
Муж (с 1975 до 1986 года) — Нижанский Георгий Эдуардович (1951—1986), преподаватель медицинского училища.

## Фильмография
- 1970 — Хуторок в степи — Маринка
- 1971 — Вчера, сегодня и всегда — Анюта
- 1974 — Птицы над городом — Лена
- 1974 — Последняя встреча — Аня Задорожная
- 1975 — Финист — Ясный сокол — Алёнушка
- 1975 — Дожить до рассвета — Янинка
- 1976 — Солнце, снова солнце — невеста
- 1976 — Принцесса на горошине — 3-я принцесса
- 1976 — Никто вместо тебя — Надя
- 1976 — Легенда о Тиле — девица
- 1977 — Убит при исполнении — Нина
- 1977 — Провинциальная история — Лидочка Юрьева, актриса
- 1977 — Первые радости — Анночка Парабукина
- 1978 — Только каплю души — Лея
- 1978 — Подарок чёрного колдуна — Девица
- 1978 — Лес, в который ты никогда не войдешь — Ира
- 1979 — И придёт день... — Катя
- 1979 — Возьми меня с собой — Алёна
- 1979 — Необыкновенное лето — Анночка Парабукина
- 1979 — Летние гастроли — Алла Касьянова, солистка Московского балета на льду
- 1979 — Удивительные приключения Дениса Кораблёва — «Снежная Королева»
- 1980 — Ледяная внучка — Люба—Снегурочка
- 1981 — Смотри в оба! — Анастасия, сестра милосердия
- 1981 — Переходный возраст — Майка, бывшая любовница Аурел
- 1981 — 34-й скорый — стюардесса, пассажирка в восьмом вагоне
- 1977—1984 — Огненные дороги (узб. Оловли йўллар / Ateş Yolları)
- 1982 — Фильм 3. Певец революции. (9-12 серии) — Любовь Михайловна, актриса одесского театра
- 1982 — Захват — Ирина
- 1982 — Женатый холостяк — Светлана, подруга Тамары
- 1983 — Ученик лекаря — статс-дама
- 1984 — Очень важная персона — эпизодическая роль
- 1985 — Не ходите, девки, замуж — Надя, доярка
- 1985 — Корабль пришельцев — эпизодическая роль
- 1986 — Хорошо сидим! — Яночка, лыжница
- 1986 — Ералаш (выпуск №56, эпизод «Весельчак») — учительница (в титрах не указана)
- 1987 — Христиане — Пустошкина, свидетельница в суде
- 1987 — Сильнее всех иных велений — светская дама
- 1984—1987 — Клиника (киноальманах) — Света
- 1987 — Клиника — Света
- 1987 — Друг — продавщица
- 1988 — Ёлки-палки! — жена Гриши
- 1991 — Откровение Иоанна Первопечатника — царица Анастасия
- 1992 — Танец дьявола (фильм-балет)
- 1993 — Хочу в Америку — эпизодическая роль
- 2003 — Правда о щелпах — эпизодическая роль
- 2006 — Как уходили кумиры (документальный)
- 2006 — Георгий Милляр